# Batallón Vasco Español
El Batallón Vasco Español (BVE), identificado a veces con la Alianza Apostólica Anticomunista (AAA) o "Triple A", Antiterrorismo ETA (ATE) o Acción Nacional Española (ANE), fue una organización terrorista parapolicial que actuó fundamentalmente en el País Vasco y el sur de Francia.  Aunque haya distintas siglas, el Batallón Vasco Español fue un grupo vigilantista que contó con integrantes que habían formado parte de la OAS, mientras que la Triple A aludió a la banda terrorista argentina y colombiana homónimas para intentar generar un impacto psicológico de alerta en la ciudadanía. Comenzó sus operaciones en junio de 1975, un año y medio después del asesinato de Luis Carrero Blanco a manos de ETA, finalizando tales en abril de 1981. Una vez disuelta la organización, algunos de sus integrantes pasaron a formar parte de los Grupos Antiterroristas de Liberación (GAL), surgidos poco después. La violencia del BVE fue denunciada por ETA y sus apoyos, que la señalaron como violencia «directamente cometida por el Estado español contra el pueblo vasco».
Manuel Fraga, ministro de Gobernación cuando se formó el BVE, lo definió como «un grupo de alcaldes que se autodefendieron porque ETA empezó por ir a por ellos, pero que no tuvieron ninguna influencia en la marcha de los acontecimientos».

## Presunta vinculación con los aparatos de seguridad de España
En el informe de la Oficina de Víctimas del Terrorismo del Gobierno vasco de 2010 se dice que el Batallón Vasco Español, la Triple A y los Grupos Armados Españoles eran grupos bien organizados de extrema derecha «que actuaban con un importante nivel de tolerancia, cuando no de complicidad con importantes sectores de los aparatos policiales de la época», aunque reconoce que «la escasa y deficiente investigación policial de una parte muy importante de estas acciones violentas impide el esclarecimiento de un dato de especial relevancia, cual es el grado de complicidad, colaboración o inhibición que pudo existir por parte de determinadas instancias policiales con dichos actos criminales». El informe añade a continuación que «los antes citados sectores políticos de extrema derecha y elementos vinculados a los aparatos de unas fuerzas de seguridad del Estado aún pendientes de democratizar y con una incuestionable motivación política sembraron el terror en determinados sectores sociopolíticos vascos, normalmente vinculados a la izquierda, y sobre todo al nacionalismo vasco, mediante actuaciones violentas que provocaron importantes daños materiales y personales, llegando al asesinato». Por último, el informe advierte que de los 74 actos terroristas atribuidos a estos grupos —que causaron 66 víctimas mortales— solo en 33 se abrieron diligencias judiciales, de los que solo 17 acabaron con una sentencia firme.

## Relación de atentados mortales atribuidos o reivindicados por el BVE
Un informe de la Oficina de Víctimas del Terrorismo del Gobierno vasco de 2010 le atribuye 18 asesinatos de las 66 víctimas mortales del terrorismo de extrema derecha, presuntamente vinculado a los aparatos represivos del Estado español, que se desarrolló entre 1975 y 1990.
Entre sus víctimas se encuentran civiles sin afiliación política conocida, militantes de distintas organizaciones políticas y colaboradores de ETA, tanto si pertenecían formalmente a dicha organización como si militaban en otras siglas.

### 1976
- 23 de julio: es asesinado el dirigente etarra Pertur. El BVE, que adoptó también diversos nombres de víctimas de ETA, como "Comando Víctor Legorburu" (alcalde de Galdácano, víctima de un atentado terrorista) reivindicó el atentado. También fue reivindicado por la Triple A.[6]

### 1978
- 24 de mayo: es golpeado y posteriormente asesinado de varios balazos en Oyarzun (Guipúzcoa) el taxista irunés José Martín Merquelanz Sarriegui. Sin aparente móvil, su asesinato fue en un primer momento atribuido a ETA por el modus operandi, pero esta organización negó su autoría.[7] Posteriormente el atentado fue reivindicado por un comunicante anónimo que en nombre del Batallón Vasco Español acusó al taxista de haber ayudado a huir a un etarra.[8] Desde algunos colectivos no se da verosimilitud a esta autoría y se sostiene la tesis de que fue realmente asesinado por ETA, que le habría confundido con un compañero suyo que estaba amenazado por confidente. Las organizaciones de víctimas del terrorismo (AVT y COVITE) le consideran víctima de ETA, pero a la vez está incluido en el listado del Informe sobre víctimas de Vulneraciones de Derechos Humanos derivados de Violencia de Motivación Política realizado por el Gobierno Vasco.
- 21 de diciembre: asesinato mediante un coche-bomba de José Miguel Beñarán Ordeñana, "Argala", fundador y dirigente de ETA-militar, en Anglet (Francia). El atentado no fue reivindicado por ningún grupo u organización. Se ha solido culpar del asesinato al mercenario Carlos Gastón, que habría participado en acciones del BVE y de los GAL. En 2003 un oficial retirado del ejército español declaró al periódico El Mundo, que el asesinato de Argala había sido planeado y llevado a cabo por un grupo de marinos de la Armada española para vengar la muerte del almirante Carrero Blanco, en cuyo asesinato había participado Argala años antes.[9]

### 1979
- 12 de mayo: Francisco Javier Larrañaga Juaristi, refugiado político y presunto miembro de ETA, murió en un hospital de Bayona (Francia) un día después de quedar en coma por un disparo en la frente tras un confuso incidente que se produjo en el edificio de las Escuelas Profesionales de Hendaya. Al parecer Larrañaga se escondió de un control policial en dicho centro, donde fue sorprendido por el vigilante nocturno. Un disparo pretendidamente intimidatorio del guarda acabó accidentalmente con la vida del presunto etarra.[10][11] El Informe sobre víctimas de Vulneraciones de Derechos Humanos derivados de Violencia de Motivación Política realizado por el Gobierno Vasco no incluye a Larrañaga en su listado, pero en cambio sí que figura en la lista de COVITE como víctima del Batallón Vasco Español.
- 25 de junio: asesinato en Bayona (Francia) de Enrique Gómez Álvarez, "Korta", natural de León y refugiado político vasco en Francia. Gómez Álvarez fue ametrallado desde un coche.[12] Su asesinato es atribuido al BVE. Días después de su muerte, fuentes oficiosas francesas informaron de que Gómez Álvarez era uno de los principales instructores de los comandos legales de ETA-militar.[13]
- 3 de agosto: muere en un hospital de Bayona (Francia) Juan José Lopategui Carrasco, "Pantu", terrorista de ETA-m ametrallado la víspera en la playa de Anglet junto con Txomin Iturbe y Sasiain Etxabe, que resultaron heridos.[14]
- 5 de octubre: Justo Elizarán Sarasola, "Periko", muere tras tres semanas en estado muy grave en el hospital San León de Bayona (Francia), después de haber sido ametrallado en Biarritz el 13 de septiembre cuando se dirigía a su automóvil. El atentado contra Elizarán fue reivindicado por dos organizaciones de extrema derecha: Acción Nacional Española (ANE) y por los Grupos Armados Españoles (GAE).[15] Elizarán era un terrorista huido y refugiado en Francia desde 1973, cuando se había visto obligado a huir de España por su pertenencia a ETA-m. Por este crimen fueron detenidos y condenados varios conocidos miembros de la extrema derecha francesa vinculados al Batallón Vasco Español, entre ellos Maxime Szonek, Marc Obadia y Jacques Debesa.

### 1980
- 1 de febrero: secuestro y asesinato en Madrid de Yolanda González Martín, militante del  Partido Socialista de los Trabajadores.
- 2 de febrero: asesinato en Éibar (Guipúzcoa) de Jesús Mª Zubikaray Badiola, militante de Euskadiko Ezkerra.
- 19 de abril: asesinato en Hernani (Guipúzcoa) de Felipe Sagarna Ormazábal, zapatero de profesión y músico aficionado. Era conocido simpatizante de Herri Batasuna, pero no tenía ningún tipo de responsabilidad política. El asesinato fue reivindicado por el Batallón Vasco-Español.[16] Años más tarde, Ignacio Iturbide y Ladislao Zabala del BVE fueron condenados por este asesinato.
- 1 de mayo: durante la manifestación del día del trabajo varios elementos del BVE apuñalan a 3 miembros de la Asociación de Vecinos de Orcasitas (barrio popular del sur de Madrid), resultando muerto Arturo Pajuelo y heridos Carlos Martínez y Joaquín Martínez. Varios testigos y los propios agredidos identifican al asesino Daniel Fernández de Landa y Roca. La justicia no emite auto de procesamiento contra Landa hasta pasados tres años, lo cual le permite huir tranquilamente a Brasil.[17]
- 8 de mayo: asesinato en San Sebastián de María José Bravo del Barrio (San Sebastián, 16 años). La joven fue asaltada cuando se encontraba con su novio. A él le dieron una paliza, dejándole con graves heridas. Ella fue violada y posteriormente asesinada. La acción fue reivindicada por el Batallón Vasco-Español. Sin aparente móvil, el asesinato nunca se llegó a esclarecer.[18][19] El cuerpo sin vida de María José Bravo apareció al día siguiente a unos doscientos metros de donde había sido encontrado su novio en la tarde del día anterior (murió años más tarde, ya que no se recuperó de unas lesiones tan graves en la cabeza, producidas por los golpes de un bate de béisbol). Según el Informe del Gobierno vasco el caso no fue investigado ni hubo ninguna actuación judicial. Al parecer fueron confundidos con otras personas por los asesinos. Los familiares de María José presentaron la solicitud para que fuera reconocida como víctima de terrorismo pero fue denegada.[5]
- 11 de junio: asesinato de José Miguel Etxeberría en Ziburu.[5]
- 30 de agosto: asesinato en Ondárroa (Vizcaya) de Ángel Etxaniz Olabarría, militante de Herri Batasuna.
- 7 de septiembre: asesinato en Hernani (Guipúzcoa) de Miguel Mª Arbelaiz y Luis Mª Elizondo, militantes de Herri Batasuna.[20]
- 14 de noviembre: asesinato en Caracas (Venezuela) de los militantes de ETA Esperanza Arana y Joaquín Alfonso Etxeberría.
- 14 de noviembre: asesinato en Hernani (Guipúzcoa) del chatarrero Joaquín Antimasbere Escoz, sin vinculación política conocida.[21]
- 23 de noviembre: ametrallamiento del Bar Hendayais de Hendaya, donde solían reunirse simpatizantes de ETA. Fallecen el trabajador José Camio y el jubilado Jean Pierre Aramendi, ambos sin filiación política conocida. Diez personas más resultan heridas.
- 30 de diciembre: asesinato en Biarritz del militante de ETA José Martín Sagardía Zaldua.

### 1981
- 3 de marzo: asesinato en Andoáin (Guipúzcoa) de Francisco Javier Ansa Cincunegui, militante de Herri Batasuna y hermano de un concejal del Partido Nacionalista Vasco.
- 23 de abril: asesinato en París de Xabier Aguirre.[5]

## Memoria
En 2016 se dedica una plaza en Deustuibarra a la memoria de Yolanda González
En 2021 se pone una placa en Loyola (San Sebastián) a la memoria de María José Bravo